# Joseph Chaley (ingénieur)
Pour les articles homonymes, voir Joseph Chaley.
Joseph Chaley, né le 10 juin 1796 à Ceyzérieu (Ain) et mort le 15 avril 1861 à Tunis, est un ingénieur français qui s'est distingué dans la construction de plusieurs ponts suspendus.

## Biographie
Joseph Chaley construit plusieurs ponts suspendus dans le Midi de la France avec Marc Seguin. Seul, en concurrence avec Guillaume-Henri Dufour, il établit trois ponts du même type sur la Sarine (Suisse), qui ont été remplacés par des constructions en béton armé. En effet, l'effondrement  du pont suspendu d'Angers met fin à l'engouement pour ce genre de prouesse technique. Joseph Chaley se reconvertit dans les travaux portuaires, notamment à La Joliette à Marseille en 1848, puis à Tunis, où il meurt du choléra en 1861.

## Liste de ses réalisations
- Le pont de Chazey à Chazey-sur-Ain (1829, détruit le 1er septembre 1944, 125 mètres) ;
- Le Grand pont suspendu de Fribourg (projeté en 1830, construit en 1832-1834, démoli en 1923, le plus long du monde avec ses 273 mètres) ;
- Le pont de Corbières (1836-1837, démoli en 1931, 118 mètres) ;
- Le pont de la Basse-Chaîne (Angers) (inauguré en septembre 1838, détruit le 16 avril 1850, 102 mètres) ;
- Le pont du Gottéron à Fribourg (1839-1840, démoli en 1956, 151 mètres).

## Publications
- Joseph Chaley, « Pont suspendu, de Fribourg », Annales des ponts et chaussées. Mémoires et documents relatifs à l'art des constructions et au service de l'ingénieur,‎ 1er semestre 1835, p. 3-55 et planches XC, XCI, XCII (lire en ligne)